# 102. п. н. е.

## Догађаји
- Битка код Акве Секстије одлучујућа победа Римљана над племенима Тевтонаца и Амброна у Тевтонском рату.